# Fräkentjärnen (Degerfors socken, Västerbotten, 716010-167481)
Fräkentjärnen är en sjö i Vindelns kommun i Västerbotten och ingår i Umeälvens huvudavrinningsområde.